# Ojos-Albos
Ojos-Albos – gmina w Hiszpanii, w prowincji Ávila, w Kastylii i León, o powierzchni 43,13 km². W 2011 roku gmina liczyła 60 mieszkańców.